# El Paso Buzzards
Die El Paso Buzzards waren eine US-amerikanische Eishockeymannschaft aus El Paso, Texas. Das Team spielte von 2001 bis 2003 in der Central Hockey League.

## Geschichte
Die El Paso Buzzards wurden 1996 als Franchise der Western Professional Hockey League gegründet. Sie waren eines von sechs Gründungsmitgliedern der WPHL, deren Meisterschaft sie in den Jahren 1997 und 1998 jeweils gewannen. Als die Liga 2001 mit der Central Hockey League fusionierte schlossen sich die Buzzards ebenfalls der neuen Liga an und erreichten in der Saison 2001/02 auf Anhieb die Playoffs um den Miron Cup, in denen sie den nach einem Sieg über die Odessa Jackalopes in der zweiten Runde den Austin Ice Bats in der Best-of-Seven-Serie mit 2:4 Siegen unterlagen. Die folgende Spielzeit beendete die Mannschaft auf dem vierten und somit letzten Platz ihrer Division und verpassten die Playoffs, woraufhin die Verantwortlichen das Franchise aus dem Spielbetrieb der CHL zurückzogen und auflösten.                      

## Saisonstatistik (CHL)
Abkürzungen: GP = Spiele, W = Siege, L = Niederlagen, T = Unentschieden, OTL = Niederlagen nach Overtime SOL = Niederlagen nach Shootout, Pts = Punkte, GF = Erzielte Tore, GA = Gegentore, PIM = Strafminuten
| Saison  | GP | W  | L  | T | OTL | SOL | Pts | GF  | GA  | Platz         | Playoffs                        |
| 2001/02 | 64 | 36 | 24 | — | 4   | —   | 76  | 223 | 222 | 2., Southwest | Niederlage in der zweiten Runde |
| 2002/03 | 64 | 18 | 40 | — | 6   | —   | 42  | 184 | 265 | 4., Southwest | nicht qualifiziert              |

## Team-Rekorde (CHL)

### Karriererekorde
Spiele: 128  Jason Tessier
Tore: 34  Derrell Upton
Assists: 70  Jason Tessier
Punkte: 92  Derrell Upton
Strafminuten: 272  Clint Collins